# Glockenbecher (Glas)

Syro-Palestinian?, 5th-6th century - Bell Beaker - 1915.541 - Cleveland Museum of Art

Bei den Glockenbechern handelt es sich um eine heterogene Gruppe von Gläsern des Frühmittelalters. Gemeinsam ist ihnen der scheibenförmige Fuß, der im Gegensatz zu den meisten frühmittelalterlichen Gläsern eine Standfähigkeit erlaubt, sowie die mehr oder wenige hohe Kelchform. Zudem sind sie meist zum Boden eingeschnürt und besitzen eine bauchige Unterwand.
Die Glockenbecher sind, wie alle frühmittelalterlichen Gläser, meist hellgrün, gelb- oder olivgrün oder blaugrün. In der Regel handelt es sich dabei um natürliche Färbungen, die auf Verunreinigungen des zur Herstellung benötigten Quarzsandes durch Eisenoxide zurückzuführen sind. Die Farbe konnte aber auch gezielt, beispielsweise durch die Zugabe von Kupferoxiden, erreicht werden. Die Gläser sind zudem häufig und sehr stark mit Bläschen, schwarzen Rußpartikeln und Schlieren durchsetzt. Hierbei könnte es sich um eine beabsichtigte Art der Verzierung handeln.